# Olympische Jugend-Sommerspiele 2018/Teilnehmer (China)
| Gelbes Symbol für Goldmedaillen mit stilisierten Olympischen Ringen | Graues Symbol für Silbermedaillen mit stilisierten Olympischen Ringen | Braundes Symbol für Bronzemedaillen mit stilisierten Olympischen Ringen |
| ------------------------------------------------------------------- | --------------------------------------------------------------------- | ----------------------------------------------------------------------- |
| 18                                                                  | 9                                                                     | 9                                                                       |

Die Jugend-Olympiamannschaft aus China für die III. Olympischen Jugend-Sommerspiele vom 6. bis 18. Oktober 2018 in Buenos Aires (Argentinien) bestand aus 82 Athleten.

## Athleten nach Sportarten

### Badminton
| Mädchen - Wang Zhiyi Einzel: Silber Mixed: 5. Platz (im Team Sigma) | Jungen - Li Shifeng Einzel: Gold Mixed: 5. Platz (im Team Gamma) |

### Basketball
| Mädchen - 3x3: 4. Platz - Ding Kangchen Shoot-out: 14. Platz - Rui Zhang Shoot-out: 12. Platz - Zheng Hao - Han Xu | Jungen - 3x3: 12. Platz - Wang Yunzhang Dunk: 10. Platz - Guo Jiwang - Wang Zipeng - Chu Tianyi |

### Beachvolleyball
Mädchen
- Zeng Jinjin
- Cao Shuting
5. Platz

### Bogenschießen
| Mädchen - Zhang Mengyao Einzel: Gold Mixed: 17. Platz (mit Leonardo Tura San Marino) | Jungen - Feng Hao Einzel. 9. Platz Mixed: 17. Platz (mit Jil Walter Samoa) |

### Breakdance
Jungen
- Xiao Shang "X-Rain"
Einzel: 8. Platz
Mixed: 8. Platz (mit Carlota Dudek "Señorita Carlota"  Frankreich)

### Fechten
| Mädchen - Fu Yingying Florett Einzel: 6. Platz Mixed: 5. Platz (im Team Asien-Ozeanien 2) - Lin Kesi Säbel Einzel: 6. Platz | Jungen - Li Zhiwei Degen Einzel: 10. Platz |

### Golf
| Mädchen - Yang Jieming Einzel: 22. Platz Mixed: 17. Platz | Jungen - Xie Qiantong Einzel: 18. Platz Mixed: 17. Platz |

### Hockey
Mädchen
- Bronze
- Zhu Xinyi
- Zhang Heyang
- Gu Yangyan
- Cao Ruirui
- Zou Meirong
- Ma Ning
- Yu Anhui
- Cai Wenqian
- Fan Yunxia

### Inline-Speedskating
Jungen
- Chen Tao
Kombination: 6. Platz

### Kanu
Jungen
- Guan Changheng
Kajak-Einer Slalom: Silber 
Kajak-Einer Sprint: 13. Platz

### Leichtathletik
| Mädchen - Liu Yiwen Hochsprung: 14. Platz - Li Xinhui Kugelstoßen: Gold - Liu Quantong Diskuswurf: 5. Platz - Wang Ying Speerwurf: 4. Platz - Xi Ricuo 5 km Gehen: Gold | Jungen - He Yuhong 100 m: 18. Platz - Chen Long Hochsprung: Gold - Xing Jialiang Kugelstoßen: Silber - Wang Qi Hammerwurf: Bronze - Wang Xin 5 km Gehen: DNF |

### Moderner Fünfkampf
| Mädchen - Gu Yewen Einzel: 4. Platz Mixed: Gold (mit Ahmed El-Gendy Ägypten) | Jungen - Zhao Zhonghao Einzel: 7. Platz Mixed: 5. Platz (mit Annabel Denton Vereinigtes Königreich) |

### Radsport
Mädchen
- Tang Xin
- Wang Yawei
Kombination: 11. Platz

### Ringen
Mädchen
- Zhou Xinru
Freistil bis 65 kg: Gold

### Rudern
| Mädchen - Li Dan - Sun Hongjing Zweier: 4. Platz | Jungen - Chi Xinxin Einer: 9. Platz |

### Schießen
| Mädchen - Lu Kaiman Luftpistole 10 m: 6. Platz Mixed: 14. Platz (mit Jerguš Vengrini Slowakei) - Wang Zeru Luftgewehr 10 m: 5. Platz Mixed: 14. Platz (mit Plamen Emilow Bulgarien) | Jungen - Zhang Changhong Luftgewehr 10 m: 4. Platz Mixed: 16. Platz (mit Amira Hamid Bangladesch) |

### Schwimmen
| Mädchen - 4 × 100 m Freistil: 4. Platz 4 × 100 m Lagen: Gold - Yang Junxuan 50 m Freistil: Bronze 100 m Freistil: Silber 200 m Freistil: Silber 4 × 100 m Freistil Mixed: Bronze 4 × 100 m Lagen Mixed: Gold - Peng Xuwei 50 m Rücken: 10. Platz 100 m Rücken: 6. Platz 200 m Rücken: 5. Platz 4 × 100 m Lagen Mixed: Gold - Zheng Muyan 50 m Brust: 22. Platz 100 m Brust: 15. Platz 200 m Brust: 4. Platz - Lin Xintong 50 m Schmetterling: 6. Platz 100 m Schmetterling: 4. Platz 200 m Schmetterling: 12. Platz 4 × 100 m Freistil Mixed: Bronze 4 × 100 m Lagen Mixed: Gold | Jungen - 4 × 100 m Freistil: 4. Platz 4 × 100 m Lagen: Silber - Wang Guanbin 50 m Rücken: 4. Platz 100 m Rücken: 4. Platz 200 m Rücken: 12. Platz 4 × 100 m Lagen Mixed: Gold - Shen Jiahao 50 m Schmetterling: 5. Platz 100 m Schmetterling: 9. Platz 200 m Schmetterling: 11. Platz 4 × 100 m Freistil Mixed: Bronze - Sun Jiajun 50 m Brust: Silber 100 m Brust: Gold 200 m Brust: 10. Platz 4 × 100 m Lagen Mixed: Gold - Hong Jinquan 100 m Freistil: 7. Platz 200 m Freistil: 12. Platz 400 m Freistil: 23. Platz 4 × 100 m Freistil Mixed: Bronze 4 × 100 m Lagen Mixed: Gold |

### Segeln
| Mädchen - Chen Jingle Kiteboarding: 6. Platz | Jungen - Chen Haoze Windsurfen: 5. Platz |

### Sportklettern
Jungen
- Pan Yufei
Kombination: 5. Platz
- Huang Dichong
Kombination: 9. Platz

### Taekwondo
Mädchen
- Cao Zihan
Klasse bis 49 kg: Bronze
- Yang Junli
Klasse bis 55 kg: 5. Platz
- Mu Wenzhe
Klasse über 63 kg: Bronze

### Tennis
| Mädchen - Wang Xinyu Einzel: 4. Platz Doppel: Bronze Mixed: Achtelfinale - Wang Xiyu Einzel: 1. Runde Doppel: Bronze Mixed: Achtelfinale | Jungen - Mu Tao Einzel: Achtelfinale Doppel: Viertelfinale (mit Naoki Tajima Japan) Mixed: Achtelfinale |

### Tischtennis
| Mädchen - Sun Yingsha Einzel: Gold Doppel: Gold | Jungen - Wang Chuqin Einzel: Gold Doppel: Gold |

### Triathlon
Mädchen
- Yu Xinying
Einzel: 20. Platz
Mixed: 13. Platz (im Team Asien 2)

### Turnen

#### Gymnastik
| Mädchen - Tang Xijing Einzelmehrkampf: 4. Platz Boden: 4. Platz Pferd: 9. Platz Stufenbarren: Bronze Schwebebalken: Gold Mixed: 8. Platz (im Team Blau) | Jungen - Yin Dehang Einzelmehrkampf: 7. Platz Boden: 11. Platz Pferd: 9. Platz Barren: Silber Reck: 12. Platz Ringe: Bronze Seitpferd: Gold Mixed: 11. Platz (im Team Hellblau) |

#### Trampolinturnen
| Mädchen - Fan Xinyi Einzel: Gold Mixed: Gold (im Team Orange) | Jungen - Fu Fantao Einzel: Gold Mixed: 10. Platz (im Team Braun) |

#### Rhythmische Sportgymnastik
Mädchen
- Wang Zilu
Einzel: 16. Platz
Mixed: 5. Platz (im Team Lila)

#### Akrobatik
- Liu Yiqian
- Li Zhengyang
9. Platz
Mixed: 7. Platz (im Team Rot)

### Wasserspringen
| Mädchen - Lin Shan Kunstspringen: Gold Turmspringen: Gold Mixed: Gold (mit Daniel Restrepo Kolumbien) | Jungen - Lian Junjie Kunstspringen: 10. Platz Turmspringen: Silber Mixed: Silber (mit Elena Wassen Deutschland) |